# Phrynarachne rothschildi
Phrynarachne rothschildi là một loài nhện trong họ Thomisidae.
Loài này thuộc chi Phrynarachne. Phrynarachne rothschildi được miêu tả năm 1903 bởi Mary Agard Pocock & Rothschild.